# تامارین شیری سرطلایی
تامارین شیری سرطلایی (نام علمی: Leontopithecus chrysomelas) نام یک گونه از تیره میمون‌های پنجه‌ای است. این گونه در ارتفاعات ۳–۱۰ متری زندگی می‌کند. این گونه از لارو حشرات مختلف و گیاهان خانواده آناناسیان تغذیه می‌کند. این به گونه به علت از دست رفتن زیستگاهای زندگیش یک گونه در خطر انقراض تشخیص داده شده است.